# Зивзивадзе, Буду
Бу́ду Зивзива́дзе (груз. ბუდუ ზივზივაძე; род. 10 марта 1994 года, Кутаиси, Грузия) — грузинский футболист, нападающий клуба «Хайденхайм» и сборной Грузии. Участник чемпионата Европы 2024.

## Биография

### Клубная карьера
Буду Зивзивадзе начал заниматься футболом в 8 лет в футбольной школе «Имеди» в Кутаиси, где поначалу играл на позиции полузащитника.
На юношеском уровне выступал за тбилисскую 35-ю школу и молодёжную команду тбилисского «Динамо». С 2012 года выступал в первой лиге за «Динамо-2», в его составе за следующие два с половиной сезона сыграл 50 матчей и забил 47 голов. Единственный матч за основной состав «Динамо» провёл в чемпионате Грузии 11 сентября 2014 года против руставского «Металлурга», выйдя на замену на 67-й минуте вместо Николоза Сабанадзе.
Весной 2015 года выступал за кутаисское «Торпедо», а перед началом сезона 2015/16 перешёл в клуб «Самтредиа». В сезоне 2015/16 стал серебряным призёром чемпионата и занял третье место в споре бомбардиров с 16 голами, а в коротком осеннем сезоне 2016 года со своей командой завоевал чемпионский титул и стал лучшим бомбардиром с 13 мячами.
В январе 2017 года он подписал контракт с клубом датской Суперлиги «Эсбьерг», но сыграл всего 13 матчей и забил один гол, а в сезоне 2018 года вернулся в тбилисское «Динамо» на правах аренды.
В 2018 году, играя за тбилисское «Динамо», вместе с Георгием Габедавой стал лучшим бомбардиром Национальной лиги. Его также включили в символическую сборную сезона.
После возвращения в «Эсбьерг» 29 января 2019 года, было объявлено, что он покинул клуб после расторжения его контракта по обоюдному согласию. Через два дня стало известно, что он вновь присоединился в кутаисскому «Торпедо». Зивзивадзе был признан лучшим игроком 2-й части четырехэтапного чемпионата Национальной лиги, забив восемь голов в 9 матчах. На этот раз в составе «Торпедо» он принял участие в 20 матчах и забил 13 голов.
В июле 2019 года подписал контракт с венгерским футбольным клубом «Мезёкёвешд». «Мезёкёвешд» приобрёл его у «Торпедо» за € 100 тыс. За этот клуб он сыграл 32 матча и забил 8 голов.
В 2020/2023 годах он продолжал выступать в рядах венгерского футбольного клуба «Фехервар», где смог забить 12 раз в 53 матчах.
В 2022 году на правах аренды он выступал за венгерский клуб «Уйпешт», где забил 11 голов в 12 матчах.
31 января 2023 года, в последний день зимнего трансферного окна 2022/23 годов, Зивзивадзе подписал контракт с футбольным клубом второй Бундеслиги «Карлсруэ».
3 января 2025 года Зивзивадзе перешел в клуб Бундеслиги «Хайденхайм» на четырехлетний контракт.

### Карьера в сборной
Выступал за сборные Грузии младших возрастов. 23 января 2017 года дебютировал в национальной сборной Грузии в товарищеском матче с Узбекистаном.
21 марта 2024 года, Сборная Грузии со счетом 2:0 одержала победу над командой Люксембурга в полуфинальном матче плей-офф за право принять участие в чемпионате Европы 2024 года. Встреча прошла в Тбилиси. Оба гола в ворота противника забил Буду Зивзивадзе (40-я, 63-я минуты). Для грузинского нападающего это был 24-й матч и 7-й гол за сборную страны.

## Статистика

### Сборная
| Национальная сборная | Год   | Игры | Голы |
| -------------------- | ----- | ---- | ---- |
| Грузия               | 2017  | 2    | 0    |
| Грузия               | 2018  | 2    | 0    |
| Грузия               | 2021  | 4    | 0    |
| Грузия               | 2022  | 7    | 3    |
| Грузия               | 2023  | 8    | 2    |
| Грузия               | 2024  | 11   | 3    |
| Грузия               | 2025  | 2    | 0    |
| Всего                | Всего | 36   | 8    |

## Достижения

### Командные
- Чемпион Грузии: 2016
- Обладатель Кубка Грузии: 2019

### Личные
- Лучший бомбардир чемпионата Грузии: 2016, 2019